# 더블데이 (출판사)
더블데이는 1897년에 설립된 미국의 출판사이다. 펭귄 랜덤 하우스의 자회사이다.